# Други светски рат
Други светски рат је трајао од 1939. до 1945. године. У њему је учествовала већина тадашњих држава света, укључујући и све велике силе, које су основале два супротстављена војна савеза: силе Осовине, на челу са Немачком и Савезници, на челу са СССР, Уједињеним Краљевством и САД. По броју држава, односно људи који су у њему учествовали, те броју људских жртава и степену материјалног разарања, Други светски рат представља највећи оружани сукоб у историји човечанства, са више од 100 милиона људи који су служили у војсци 30 различитих држава. У виду тоталног рата, водеће земље учеснице су ставиле све своје економске, индустријске и научне могућности у службу ратних напора, бришући разлике између војних и цивилних извора. Рат су обележиле масовне смрти цивила (највише у Совјетском Савезу и Кини), укључујући и холокауст и једини пример употребе нуклеарног оружја у рату. То је за последицу имало смрт од 50 до 75 милиона особа. Тај број ставља Други светски рат у најсмртоноснији рат у људској историји.
Јапанска империја је доминирала источном Азијом и већ је била у рату са Кином од 1937, али се обично сматра да је Други светски рат почео 1. септембра 1939. немачком инвазијом на Пољску и потоњом британском и француском објавом рата Немачкој. Од краја 1939. до почетка 1941. низом похода и споразума, Немачка је склопила савез са Италијом, покоривши или потчинивши велики део континенталне Европе. Након споразума Рибентроп-Молотов, Немачка и Совјетски Савез су поделиле и припојиле себи територије својих европских суседа, укључујући и Пољску. Уједињено Краљевство и друге чланице Комонвелта су биле једине савезничке земље које су наставиле да се боре против сила Осовине, на бојиштима северне Африке и Атлантског океана. У јуну 1941. европске чланице сила Осовине су покренуле инвазију на Совјетски Савез и тако отвориле највеће копнено бојиште у историји, које је везало највећи део осовинских снага до краја рата. У децембру 1941. Јапан се придружио осовинама, напавши САД и европске поседе у Тихом океану и брзо покоривши западни део Пацифика.
Напредовања сила Осовине је заустављено 1942. пошто је Јапан изгубио низ поморских битака, а европске чланице сила Осовине су поражене у северној Африци и, пресудно, код Стаљинграда. У 1943. након низа немачких пораза у источној Европи, савезничке инвазије Италије и америчких победа на Пацифику, силе Осовине су изгубиле иницијативу и предузеле стратегијска повлачења на свим фронтовима. У 1944. западни савезници су извршиле инвазију на Француску, док је СССР повратио све своје територије и напао Немачку и њене савезнице. Током 1944. и 1945. САД су поразиле јапанску морнарицу у заузеле кључна острва у западном Пацифику.
Рат у Европи се завршио совјетским освајањем Берлина и безусловном немачком предајом 8. маја 1945. Након савезничке Потсдамске декларације 26. јула 1945. САД су бациле атомске бомбе на јапанске градове Хирошиму и Нагасаки. Суочен са неизбежном инвазијом јапанског архипелага и совјетском инвазијом Манџурије, Јапан се предао 15. августа 1945. окончавши рат у Азији и довевши до тоталне победе Савезника над Осовином.
Други светски рат је изменио политичке савезе и друштвене структуре у свету. Уједињене нације су основане да ојачају међународну сарадњу и спрече будуће ратове. Велике силе-победнице у рату: САД, СССР, Кина, Уједињено Краљевство и Француска, су постале сталне чланице Савета безбедности. СССР и САД су постале ривалске суперсиле и поставиле сцену за Хладни рат, који је трајао наредних 46 година. У међувремену, утицај великих европских сила је почео да опада и почеле су деколонијализације Азије и Африке. Већина државе чије су привреде биле оштећене су се посветиле економском опоравку. Политичка интеграција, посебно у Европи, се појавила у покушају да се стабилизују послератни односи и ефикасније бори у Хладном рату.

## Узроци рата
С обзиром на његову сложеност као и идеолошким и другим поделама које је изазвао и које дан-данас трају, о узроцима Другог светског рата постоји далеко мањи историјски консензус него о узроцима других оружаних сукоба у 20. веку. Ипак, може се рећи да велики број узрока Другог светског рата има корен у Првом светском рату.
Немачка, Италија и Јапан су се у 19. веку релативно касно профилисале као модерне индустријске државе, па су битно заостајале у стварању колонијалних империја у односу на Уједињено Краљевство и Француску. Први светски рат и пораз Немачке, Аустроугарске, Русије и Османског царства, су драстично изменили политичку мапу Европе. Бољшевици су 1917. преузели власт у Русији. У међувремену, победничке државе, као што су Француска, Белгија, Италија, Грчка и Румунија, док су нове државе настале из срушене Аустроугарске, Османског царства и Русије. Немачка је у Првом светском рату поражена, те је на основу Версајског споразума остала без колонија, и тако била доведена у још подређенији положај. Италија и Јапан, иако на победничкој страни, били су битно разочарани ратним пленом.
Трећи фактор, који се искристалисао тек након завршетка Првог светског рата, био је слом предратног економског поретка заснованог на слободној трговини. Већина држава се након рата окренула протекционизму и аутархији, што је било плодно тле како за међусобне сукобе, тако и за економску нестабилност која ће се одразити у Великој економској кризи.
Нови фактор представљала је и појава двеју идеологија — фашизма и комунизма — које су, свака на свој начин, представљале радикалну алтернативу послератном светском поретку, те чије се међусобно супарништво одражавало и на међународну политику.
Узроци рата лежали су и у дубоком и непревладаном културном и психолошком шоку изазваном опсегом и последицама Првог светског рата. Многе државе, поготово оне које су се сматрале победницама, настојале су понављање тако трауматичног искуства избећи инсистирањем на дипломатији као једином средству решавања међународних спорова, док је у јавности тих земаља доминирао пацифизам и тежња за нереаговањем на провокације које би могле изазвати нови глобални сукоб.
Упркос пацифистичком покрету као последице Првог светског рата, губици у још увек изазивали да иредентистички и реваншистички национализам буду важни у бројним европским држава. Утицај национализма, који је представљао доминантну идеологију Европе 19. века, порастао је у источној Европи, где су на рушевинама три стара царства, по прокламованом принципу права на самоопредељење формиране националне државе. У већини случајева границе нових држава се нису поклапале са етничким границама, што је представљало сталан извор иредентизма и напетости, док су неке новостворене државе — Краљевина СХС, Чехословачка и, делимично, Пољска — по саставу биле вишеетничке и оптерећене унутрашњим напетостима које су се накнадно одражавале на међународну сцену. Национализам се проширио и на Азију, поготово на поседе европских колонијалних сила чији поданици су свој положај почели сматрати издајом версајских принципа. Национализам се настављао исказивати и као расизам, који је имао важну улогу у погоршању односа Јапана и САД. Иредентизам и реваншизам су били посебно јаки у Немачкој због великих територијалних, колонијалних и финансијских губитака које су прописани Версајским миром. По том миру, немачка је изгубила скоро 13% своје матичне територије и све своје колоније, док је припајање суседних територија Немачкој је било забрањено, наметнуте су одштете и уведене ограничења на величину и моћ немачке војске. У међувремену, Руски грађански рат се завршио оснивањем Совјетског Савеза.
Избијање Другог светског рата био је процес који је трајао скоро целу једну деценију и коме је главни катализатор била Велика економска криза, која је почела у САД у октобру 1929. године. Она се манифестовала кроз глобални раст незапослености и сиромаштва, које је масе становништва у многим земљама окретало екстремним идеологијама слева и здесна, а у многим државама доводило и до међуетничких напетости, поготово у источној Европи где је дошло до наглог пораста антисемитизма. У многим државама, поготово оним које су заостајале за Британијом и Француском, криза је довела до уверења како версајски поредак представља кочницу њиховог економског развоја, те да се он мора изменити, ако је потребно и оружаном силом, односно освајањем нових територија. Британија и Француска, главни заговорници политике глобалног разоружања, су такође били снажно погођене кризом која је спречила њихово поновно наоружавање.
Прва манифестација тог процеса догодила се у Јапану, који је, као земља без сопствених извора многих важних ресурса, била снажно погођена економском кризом. Као последица тога, у јапанским владајућим круговима је почео бујати милитаризам, односно уверење да Јапан може осигурати просперитет једино на рачун суседних азијских држава, односно европских колонијалних поседа. Године 1931. Јапанци су извели инвазију кинеске провинције Манџурије и у њој успоставили марионетску власт на челу с бившим кинеским царем Пу Јијем. Многи јапански, а и други историчари сматрају управо тај догађај стварним почетком Другог светског рата. Западне силе, исцрпљене и презаокупљене економском кризом, на њега нису реаговале те тако створиле преседан који ће користити друге државе.

### Нацистичка Немачка
Немачко царство је распало у Немачкој револуцији 1918—1919. и створена је демократска влада, касније позната као Вајмарска република. Међуратни период је обележио сукоб између присталица нове републике и тврдокорних противника и на левици и десници. Иако је Италија у Првом светском рату добила нека територијална проширења, италијанске националисте је разбеснело што обећања која су дале Уједињено Краљевство и Француска да осигурају италијански улазак у рат нису у потпуности испоштована мировним уговорима. Од 1922. до 1925. фашистички покрет Бенита Мусолинија је преузео власт у Италији са агендом национализма, тоталитаризма и сарадње класа којом је укинута представничка демократија, прогоњене су социјалистичке, левичарске и либералне снаге и промовисана агресивна спољна политика којом би се насилно Италија претворила у ново Римско царство.
У Немачкој Вајмарској републици је економска криза изазвала рекордну незапосленост и нагло сиромашење, продубила свеопште незадовољство одредбама Версајског мира који се сматрао неправедним а затим и изазвала политичку нестабилност и трајну кризу коју постојећи демократски поредак није био у стању решити.
Националсоцијалистичка странка Адолфа Хитлера је имала за циљ оснивање нацистичке државе у Немачкој. Темељ нацистичке идеологије представљала је расистичка замисао у ширењу немачког животног простора на исток, на рачун словенских народа. На краћи рок се та идеологија манифестовала као прокламован циљ окупљања свих земаља у којима живи немачка мањина у јединствену државу — Велику Немачку. Нацистичка влада је постепено једнострано одбацила одредбе Версајског уговора те започела с поновним наоружавањем у сврху постизања тих циљева оружаним путем.
Са почетком Велике депресије, подршка нацистима у Немачкој је расла и, након што је неуспешно покушао да збаци немачку владу 1923., 1933. Хитлер је именован за канцелара Немачке. Након пожара у Рајхстагу, Хитлер је створио тоталитарну једнопартијску државу предвођену нацистима. Он је укинуо демократију, показавши тенденцију за радикалном, расистички мотивисаној ревизији светског поретка и ускоро почео масовну кампању поновног наоружавања Немачке. У међувремену је Француска, да би осигурала своје савезништво, дала Италији слободне руке у Етиопији, коју је Италија желела да претвори у колонију.
У то време је СССР под влашћу Стаљина био углавном нетакнут економском кризом, али и презаокупљен унутрашњим проблемима, првенствено колективизацијом земље — која је довела до масовне глади и великих демографских губитака — и индустријализацијом, која је пак СССР учинила великом силом и у рекордно кратком року створила услове за трансформацију Црвене армије у велику и модерну оружану силу. СССР је након деценија дипломатске изолације настојао побољшати односе са западним силама, страхујући да би се на темељу искустава грађанског рата могла створити велика коалиција с циљем његовог уништења. СССР је настојао страх западних држава од ширења бољшевизма на запад умањити представљајући се као природни идеолошки савезник у борби против фашистичких држава. У ту сврху је преко Комунистичке интернационале промовисана политика Народног фронта, која је за последицу имала стварање леве владе у Француској, али и избијање грађанског рата у Шпанији.

### Окупације и споразуми у Европи
Ситуација се погоршала почетком 1937. када је територија сарског басена легално поново уједињена са Немачком и Хитлер одбацио Версајски мир, убрзао програм наоружавања и увео регрутацију. Хитлер је пркосио Версајском и Локарнском миру поновним слањем војске у Рајнску област у марту 1936. Добио је мало отпора од других европских сила. У октобру 1936. Немачка и Италија су формирале осовину Рим-Берлин. Месец дана касније, Немачка и Јапан су потписале Антикоминтерна пакт, којем ће се Италија придружити следеће године.
Желећи да задрже Немачку, Уједињено Краљевство, Француска и Италија су основале Стрески фронт. Совјетски Савез, забринут због немачког циља да заузме велике површине источне Европе, је покушао да направи споразум о узајамној помоћи са Француском. Пре него што би пакт ступио на снагу, морао је проћи кроз бирократију Друштва народе због чега је у суштини био безвредан. Међутим, у јуну 1935. Уједињено Краљевство је самостално склопило поморски споразум са Немачком, олакшавајући претходна ограничења. САД, забринуте због догађаја у Европи и Азији, су усвојиле Закон о неутралности у августу.
Хитлерова Немачка је прву директну акцију кршења версајског поретка почела године 1936. углавном симболичком гестом слања Вермахта на леву обалу Рајне, која је претходних година била демилитаризована. Недостатак било какве реакције на ту провокацију је нацисте уверио како ће и убудуће моћи предузимати сличне кораке.
Након што је године 1937. између Немачке, Италије и Јапана потписан Антикоминтерна пакт — претеча будућег Тројног пакта — Немачка је године 1938. почела насилну анексију, Аншлус Аустрије. Хитлеров режим је тај потез оправдавао провођењем начела о праву на самоопредељење, односно чињеницом да су многи Аустријанци себе сматрали делом немачке нације од које су одвојени вештачком границом.

### Италијанска инвазија Абисиније
Италија, у којој је од 1922. године на власти био фашистички режим Бенита Мусолинија, такође је била битно погођена Великом економском кризом, која је показала недостатак властитих ресурса. Мусолини је дошао до закључка да ће ти проблеми бити решени ширењем Италије на Балкан, Средоземно море и Блиски исток, што је било прокламирано као службена политика под геслом обнове Римског царства.
Као прва озбиљнија манифестација те политике се показао Други италијанско-абисински рат, на који су западне силе реаговале тек малим економским санкцијама, дајући још један пример невољности да се на изазов версајском поретку супротставе икаквом озбиљнијом акцијом. У октобру, Италија је напала Етиопију, а Немачка је била једина европска сила која је подржавала инвазију. Та је политика довела Италију у директан сукоб са бившим савезницима Британијом и Француском, те приближила Хитлеровој Немачкој. Италија је одустала од својих приговора немачком циљу да анектира Аустрију.

### Шпански грађански рат
Када је у јулу избио Шпански грађански рат, Хитлер и Мусолини су подржали фашистичке и ауторитативне националистичке снаге у рату против Шпанске републике који је подржавао Совјетски Савез. Шпански грађански рат, јасно је демонстрирао како су Немачка, Италија, Јапан, а делимично и СССР, битно побољшали сопствену ратну технологију, односно стекли предност у односу на западне силе. То је довело до постепене промене пацифизмом вођене политике у Уједињеном Краљевству и Француској — започело је поновно наоружавање, а дипломатско удовољавање немачким и италијанским захтевима је добила сврху добијања времена за неумитни оружани обрачун, уместо спречавања рата као таквог.

### Јапанско-кинески рат
Странка Куоминтанг у Кини је покренула кампању уједињена против обласних господара и номинално је ујединила Кину током 1920-их, али је ускоро повела грађански рат против својих бивших комунистичких савезника. Све милитаристичкији Јапан је 1931, који је дуго желео утицај у Кини као први корак у ка ономе што је јапанска влада видела као јапанско право да влада Азијом, је искористио Мукденски инцидент као изговор да покрене инвазију Манџурије и оснује марионетску државу Манџукуо. Преслаба да се одупре Јапану, Кина се обратила за помоћ Друштву народа. Јапан се повукао из Друштва народа пошто је био осуђен због инвазије Манџурије. Две државе су водиле неколико битака, у Шангају, Рехеу и Хебеју, све док Тангу мир није потписао 1933. Од тада кинески добровољци су наставили да се одупиру јапанској агресији у Манџурији.
У Кини, након Сијанског инцидента, снаге комуниста и Куоминтанга су договориле примирје како би направили јединствени фронт да се одупру Јапану.

### Јапанска инвазија Совјетског Савеза и Монголије
Јапанци су 29. јула напали СССР и заустављени су у бици код језера Хасан. Иако је исход битке била совјетска победа, Јапанци су је оценили као нерешени исход и 11. маја 1939. одлучили да пређу јапанску-монголску границу све до реке Халкин Гол. Након почетних успеха јапанску инвазије Монголије је зауставила Црвена армија и нанела је први велики пораз јапанског Квантушкој армији. Ови окршаји су убедили неке фракције у јапанској влади да би требало да склопе мир са совјетском владом како би се Совјети не би мешали у текући рат са Кином и због тога су усмерили своју војну пажњу на југ, према америчким и европским поседима у Пацифику. Победа у овом рату је спречила смењивање способних совјетских генерала као што је Георгиј Жуков који ће касније играти значајну улогу у Другом светском рату.

### Предвечерје рата
Хитлер је право на самоопредељење одлучио применити на Судете — област Чехословачке где су Немци чинили већину. Чехословачка влада је била спремна да се покушају мењања граница одупре оружаним путем, рачунајући на свој статус верне француске савезнице. Међутим, британска влада је држала да још није у потпуности спремна за рат, па је наговорила Француску да заједно с њом 30. септембра 1938. склопи Минхенски споразум којим је Немачкој признато право на Судете. Остављена на цедилу, чехословачка влада је подлегла немачком ултиматуму. Док је део светске јавности овим догађајима био шокиран и разочаран, велики део западне јавности их је сматрао исправљањем версајских неправде те искоришћеном приликом за постизање трајног мира у свету.
Те наде врло брзо су се изјаловиле, када су мађарска и пољска влада искористиле Хитлеров преседан како би и оне тражиле и на крају добиле чехословачке територије. До пролећа 1939. ауторитет владе у Прагу је био тако уздрман да се у Словачкој, на немачки наговор, развио сепаратистички покрет. Користећи то као изговор, немачке снаге су у пролеће 1939. окупирале Чешку и успоставиле протекторат у саставу Рајха, док је Словачка успостављена као сателитска држава.
Комадање Чехословачке представљало је шок и понижење за западне силе које су на гажење споразума реаговале гаранцијом независности и територијалног интегритета Пољске и Румуније — држава за које се држало да ће представљати следеће мете немачког, односно мађарског ширења. У међувремену је, користећи Хитлеров пример, Мусолинијева Италија извршила инвазију и без борбе успоставила власт у Албанији.
Хитлер није био импресиониран тим гаранцијама те је као следећу мету немачке територијалне експанзије одабрао Данциг — луку на Балтичком мору под управом Друштва народа коју су и Немци и Пољаци својатали, али у којој су Немци имали већину становништва. Овај пут Пољаци су за разлику од Чехословака, иза себе имали формалне западне гаранције те били спремни на оружани отпор. Немачкој влади је постало јасно да се криза у немачку корист не може решити другачије него оружаном инвазијом, за коју је планирање отпочело већ у пролеће.
Хитлер је био уверен како ће западне силе на крају Пољску ипак оставити на цедилу исто као што су оставили Чехословачку. Томе је у прилог ишао дебакл преговора о евентуалној војној сарадњи који су се у то време водили у Москви између англо-француских и совјетских представника.
На крају се Стаљин одлучио за куповину времена ради припрема за рат тако што је прихватио Хитлерову понуду за споразум о подели интересних сфера у источној Европи. Потписивањем споразума Рибентроп-Молотов 23. августа 1939. Немачка се осигурала од евентуалне совјетске интервенције у пољску корист, односно евентуалног ратовања на два фронта. Након инсценираног пољског напада на радио-станицу у Глајвицу, немачке оружане снаге су 1. септембра 1939. отпочеле напад на Пољску, чиме је у Европи почео Други светски рат.

## Оружане снаге и планови зараћених сила

#### Немачка
Супротно устаљеном мишљењу, Немачка у време избијања рата за њега није била спремна, односно, по објективним критеријумима, била је у много инфериорнијем односу у поређењу с почетком Првог светског рата. С друге стране је у квалитативном смислу била у великој предности у односу на своје противнике.
То се можда најбоље одржавало у копненој војсци — Вермахту. Иако је поновно наоружавање ван версајских оквира отпочело још године 1933. Немачка је још увек заостајала за западним силама по питању модерне опреме, поготово тенкова. С друге стране, у раздобљу када се држала версајских критеријума, Немачка је смела да има малу професионалну војску, што је довело до ригорозне селекције и филтрације најспособнијих кадрова који ће после бити срж Хитлерове војне машине.
Други важан фактор у корист Немаца била је склоност новим идејама као и настојање да се избегну грешке које су довеле до пораза у претходном рату. Немачки војни стратези на челу с генералом вон Сектом су још крајем двадесетих, узимајући у обзир немачки недостатак нафте и других стратешких сировина, закључили како се победа у будућем рату може извојевати једино брзим ударом, при чему би се користиле новоразвијене форме оружја као што су тенкови, механизоване јединице и авијација. Та се доктрина назвала блицкриг, односно муњевити рат, те је на почетку представљала готово сигуран рецепт за немачке војне успехе. С друге стране, Немачка ипак није била у стању у потпуности искористити њене могућности, пре свега због недовољног броја модерних превозних средстава, што ће се исказати у каснијим фазама рата.
Блицкриг је битно утицао и на развој Луфтвафеа, немачког ратног ваздухопловства које је у року од само неколико година постало једна од најимпресивнијих оружаних формација на свету — како бројем, тако и извежбаношћу људства. Немци су тридесетих година развили модерне типове ловачких и бомбардерских авиона којима су били у стању створити ваздушну надмоћ над већином противника. Али, с друге стране, већина тих авиона су били углавном на непосредну подршку копненим снагама, те су се врло брзо исказали не баш тако ефикасни у другим улогама.
Кригсмарине или ратна морнарица је била најслабији вид немачких оружаних снага због версајских ограничења која су је била свела на готово симболичку оружану формацију. Она су укинута тек 1930-их година када је већ било касно да нови бродови у градњи битно утичу на ток ратних операција. Немачка слабост на мору одразиће се већ на самом почетку.

#### Италија
Италија је, захваљујући постојању колонијалног царства те Мусолинијевим амбицијама, имала потребу да сагради модерну ратну морнарицу која би се могла супротставити Британцима и Французима. Резултат тога је била трећа по снази морнарица у Европи с великим бројем модерних бродова и веома квалитетним и извежбаним људством, спремним на примену разноразних свежих идеја и неконвенционалних замисли, од којих можда најспектакуларнији пример представљају људи-жабе.
Мусолинијев режим је исто тако велики напор уложио у стварање квалитетног и релативно модерног ваздухопловства које се 1930-их могло мерити с већином великих сила. Томе је поготово у прилог ишла доктрина генерала Дуета који је држао да ће управо авијација бити кључан фактор победе у будућем рату, односно да се надмоћном ваздухопловству ништа не може супротставити.
Италијански војни стратези су такође створили доктрину сличну немачком блицкригу, но за њену ефикасну примену је недостајао кључан фактор — квалитетна копнена војска. Италија није имала ресурсе ни индустријску инфраструктуру да створи копнене снаге у истом оном опсегу или квалитету какву је имала Немачка, па су италијански војници у рат ушли углавном са застарелом или неадекватном опремом, што је било највидљивије у тенковима — бројем и квалитетом погодних за колонијално ратовање, али далеко испод савезничких и немачких стандарда.
Ипак, највећа италијанска слабост био је морал — уздрман трауматским искуствима битака на Сочи које није избрисала чак ни побједа у Првом светском рату.

#### Јапан
Од свих великих сила Јапан је године 1939. имао највише ратног искуства, захваљујући походу на Кину који не само да је на почетку постигао спектакуларне успехе, него био и сјајна прилика за тестирање нових технологија, поготово на морнаричком и ваздухопловном пољу.
Јапанска ратна морнарица је била једна од најјачих и најмодернијих на свету. Настојећи одржати корак с Британцима и Американцима, Јапанци су били склони иновацијама и примени модерних технологија и стратегија. Од свих њих је велику важност имала оријентација на високу координацију морнарице и авијације, што је довело до градње носача авиона и стварања врхунски обученог кадра морнаричких пилота способних за најсложеније операције. Јапанци су такође велику важност уделили површинским снагама, при чему се развило дуго торпедо које ће постати једно од најубојитијих оружја рата и омогућити Јапанцима поморску надмоћ на самом почетку рата на Пацифику.
За разлику од морнаричког, јапанско ратно ваздухопловство у саставу копнених снага је по квалитету авиона и пилота понешто заостајало за већином држава у свету, а посебни недостатак је био оријентација на непосредну подршку копненим снагама.
Копнене снаге су, пак, слично као и у Италији, представљале најслабију јапанску карику, иако је то постало видљиво тек у каснијој фази рата. Јапанци су сматрали да ће се будући рат одвијати по слабо настањеним острвима где примена тенкова или сличне модерне опреме није тако битна. У томе су у прилог ишла и искуства из Кине где су велики успеси постигнути против не превише инфериорних кинеских снага. Због свега тога је јапанска војска по квалитету опреме и оружја била на нивоу Првог светског рата, али је све то надокнађивано фанатичном индоктринацијом и врхунском извежбаношћу људства.

#### Велика Британија
Велика Британија је године 1939. ушла у рат с плановима прилично сличнима онима с којима се ушло у Први светски рат.
Британске копнене снаге су биле релативно малобројне и професионалне природе, па је на почетку требало да се користе у ограниченим акцијама, односно као подршка бројнијој француској војсци, све до тренутка када се попуни регрутима. С друге стране, малобројност је британску војску учинила једином потпуно моторизираном војском у свету, те је квалитетом и обученошћу људства била изнад европског просека. С друге стране, међуратни период је представљао и својеврсну стагнацију, јер су на темељу искустава Првог светског рата, поготово у примени и тактици тенкова извучени погрешни закључци.
Недостаци британских копнених снага су имали потпуну супротност у Краљевској морнарици (РН) која је, упркос својеврсном заостајању почетком 1930-их, још увијек представљала силу способну да оствари потпуну надмоћ на већини светских мора. РН је имала врло квалитетно људство, као и командни кадар отворен према новим идејама, због чега су британски бродови били прилично разнолики — од торпедних чамаца до носача авиона — те у стању изводити различите и најсложеније операције. Слично као и у Наполеоновим ратовима, управо ће РН омогућити Британији да сама води рат против остатка европског континента.
Највреднији и најмодернији део британских оружаних снага представљало је Краљевско ратно ваздухопловство (РАФ). Било је састављено од разноликих типова авиона и способно за разноврсне задатке, делом и због различитих доктрина које су, свака на свој начин, помогле његовом развоју између два рата. На почетку се сматрало да ништа не може зауставити бомбардере, те се уместо инсистирања на ловачкој авијацији створио великих број тешких стратешких бомбардера како би се на непријатељске нападе одговорило истом мером. Касније је већи нагласак стављен на ловачке авионе који ће бранити Британска острва и његове индустријске центре, за што су развијени квалитетни ловци Спитфајер и Харикен, од којих се потоњи показао и добрим избором за подршку копненим снагама.

#### Француска
Француска је 1939. године била под снажним утицајем искустава Првог светског рата које су се одразиле како на војну доктрину, тако и на морал нације.
Основна мисао водиља француских војних стратега су били енормни губици у људству након покушаја да се офанзивним акцијама пробију немачке линије. Зато се за будући рат одабрала дефанзивна стратегија темељена на примени одбрамбене ватре и система утврђења који је требало да на смрт искрваре немачког нападача. Крајњи израз те доктрине била је чувена Мажино линија — систем утврђења на немачкој граници који се сматрао најмодернијим на свету и практично непробојним.
Мажино линија је, с друге стране, у себи крила озбиљни недостатак — огромне трошкове због којих се, делимично, одустало од градње сличног комплекса на белгијској граници (иако је одлука била делом и политичке нарави, у сврху охрабрења Белгије да се у будућем сукобу придружи савезницима). Но, далеко већи проблем је био тај што су средства уложена у Мажино линију ускраћена развоју и производњи нових, модерних оружја. Зато је француска копнена војска у рат ушла с великим делом застареле и неадекватне опреме. Једини изузетак су били тенкови, који су у то доба били најсавременији у свету, али чије предности нису дошле до изражаја због погрешне тактике.
Додатни проблем за француску војску била је у изузетно лошој квалитети највишег командног кадра који су, с изузецима попут генерала де Гола, сачињавали потпуно неспособни људи застарелих схватања, па тако у згради француског генералштаба није постојао ниједан телефон или радио-станица. И међу људством је било доста проблема, поготово због тога што су велики део јединица сачињавали неквалитетни и дефетизму склони резервисти.
Француска ратна морнарица је, с друге стране, била прилично модерна, али она у рату, с обзиром да је била концентрирана у Медитерану, углавном није дошла до изражаја.
Француско ратно ваздухопловство је, пак, било инфериорно немачком бројем и квалитетом апарата. Тек је крајем 1930-их уложен одређен напор да се почну производити модерни типови авиона, али је то дошло прекасно да би се одразило на бојишту.

#### Совјетски Савез
СССР је од свих великих сила године 1939. имао најбројније оружане снаге, како по питању људства, тако по питању броја авиона, тенкова и другог савременог оружја. Праве размере совјетске војне силе су постале очите тек касније током рата.
Но, та је бројчана надмоћ у себи крила озбиљну слабост. Почетком 1930-их су уложени велики напори да се Црвена армија опреми не само модерним наоружањем, него и доктрином која ће, по узору на искуства из грађанског рата, користити модерна техничка средства како би се маневром и нападачком тактиком сломио непријатељ.
С друге стране, сав тај напредак је готово у потпуности заустављен Стаљиновим чисткама крајем 1930-их током којих је у потпуности избрисана цела једна генерација способних и квалитетних официрских кадрова, а на њихова мјеста доведене неискусне или неспособне замене. Као последица свега тога, совјетска тактика, стратегија и целокупни квалитет војске био је далеко испод стандарда већине западних земаља. Тек ће неугодна искуства у Зимском рату натерати Стаљина да почне обнову Црвене армије.
Совјетска авијација је такође бројчано била прилично импресивна, али је, слично као и Луфтвафе, била претежно оријентисана на подршку копненим трупама. Са друге стране, Совјети су били међу првима који су препознали потенцијале вертикалног маневра те створили ваздушно-десантне и падобранске јединице, односно развили технике снабдевања падобранима.
Због затворености мора и оријентације на копнену и ваздухопловну силу, совјетска ратна морнарица је 1930-их играла подређену улогу. Већина пловила је била застарела, али је бројношћу била способна подржати копнену војску у амфибијским операцијама.

#### САД
Због океана који су је одвајали од Европе и Азије, те у домаћој политици владајућег изолационизма, САД су 1930-их врло мало улагали у одбрану, верујући да ће се будући рат избећи, односно да САД у њему неће учествовати.
Једини изузетак је била ратна морнарица, која се развијала због све већег супарништва САД с Јапаном у подручју Тихог океана. Због великих удаљености између појединих тачака у Тихом океану, велики је нагласак стављен на авијацију, односно координацију њених активности с морнарицом. Због тога су САД, слично и Јапан, развиле врло квалитетну и извежбану морнаричку авијацију те саградиле неколико носача авиона. Велики су напори уложени и у развијање техника за амфибијске операције, односно брзу градњу аеродрома и лука на изолованим острвима.
Због тога је развој копнене војске, односно планови за евентуално деловање на европским бојиштима био потпуно занемарен. Године 1939. америчка војска је имала застарелу опрему и неадекватну тактику. Но, релативно касни улазак у рат је омогућио учење на туђим искуствима, док су многи од тих недостатака компензовани индустријском моћи САД која је, слично као и СССР, квалитативне недостатке избрисала квантитетом.

## Ток рата

### Почетак рата у Европи
Немачка је 1. септембра напала Пољску под лажним изговором да су Пољаци извршили низ саботажа на немачким циљевима. Два дана након немачког напада Немачкој су рат објавиле Француска и Уједињено Краљевство, са својим потпуно самосталним доминионима Британског комонвелта, чиме је рат и формално добио карактер светског, па зато неки историчари наводе 3. септембар 1939. као датум његовог почетка.
Међутим, савез је у почетку пружио ограничену директну војну помоћ, у коју је спадао мали француски продор у Сар.Савезничка врховна команда је закључила да никаква офанзива на Немачку нема смисла, него да се рат добије поморском блокадом односно ограниченим операцијама у циљу спречавања Немаца да добијају стратешке ресурсе из неутралних земаља чиме би нанели штету немачкој привреди и ратним напорима.. У међувремену се испоставило да одлука Италије да буде неутрална има заправо користан ефект на Немачку, јер је преко ње несметано ишао увоз тих истих сировина. Немачка је одговорила отпочињањем подморничког рата против савезничких трговачких и ратних бродова, што ће се касније претворити у битку за Атлантик. Дотле се на Западном фронту развило стално затишје, повремено прекидано ограниченим акцијама.
Након потписивања примирја са Јапанцима после битке код Халкин Гола, СССР је 17. септембра напао Пољску са истока. Пољска војска је била поражена и Варшава се предала Немцима 27. септембра, а последњи џепови отпора су се предали 6. октобра. Пољска територија је била подељена између Немачке и Совјетског Савеза, док су и Литванија и Словачка добили мање делове. После предаје пољске војске, пољски покрет отпора је основао подземну државу и герилску Домовинску армију. Око 100.000 пољских војника је евакуисано у Румунију и балтичке државе. Многи од њих су касније наставили да се боре уз Савезнике против Немаца на свим фронтовима у Европи и северној Африци током целог трајања рата. . Пољски разбијачи Енигме су евакуисани у Француску.
Хитлер је 6. октобра јавно понудио мир Уједињеном Краљевству и Француској, али је изјавио да ће о судбини Пољске одлучивати искључиво Немачка и Совјетски Савез. Чемберлен је одбио ову понуду 12. октобра. После овог негативног одговора, Хитлер је одмах наредио напад на Француску, али је лоше време принудило неколико одлагања све до пролећа 1940.
У међувремену, након потписивања Споразума о пријатељству и границама између Совјетског Савеза и Немачке, СССР је консолидовао своје позиције у источној Европи тако што је приморао балтичке државе да дозволе совјетској војсци да се стационира у њима под условима споразума о узајамној помоћи, припремивши тако терен за формалну анексију следеће године. Финска је одбила да уступи територија северно од Лењинграда, што је крајем новембра довело совјетског напада. Зимски рат у коме су Финци испочетка успешно зауставили надмоћне совјетске нападе се окончао финским уступцима Совјетском Савезу. Уједињено Краљевство и Француска су примиле совјетски напад на Финску као улазак Совјетског Савеза у рат на страни Немаца и одговорили су на совјетске инвазију подржавајући избацивање Совјетског Савеза из Друштва народа.

### Осовинске победе
Хитлер је септембра 1939. године добио оно што је тражио. Пољску, тј. њен западни део до Брест-Литовска. Зимски рат и Лажан рат дали су немачкој армији кратак предах пре почетка велике офанзиве на Западу. Улогорили су се на Мажиновој линији и чекали. Зимски рат је савезничким планерима учинио занимљив Скандинавију. Створени су планови да се пошаље експедициони корпус с циљем пружања помоћи Финској, односно њеног стављања на савезничку страну. То је касније требало послужити као изговор за блокаду допреме Немачкој стратешки важних залиха гвоздене руде из Шведске. На плановима се наставило радити и након финске капитулације у марту 1940. године. Делимично узнемирен најавама о таквим плановима, Хитлер је наредио да се припреми инвазија Данске и Норвешке. Велика немачка армија од неколико десетина дивизија снажна, опремљена и свежа 9. априла нагрнула је у Норвешку и Данску како би заштитила пошиљке гвоздене руде из Шведске, коју су Савезници покушали да зауставе једностраним минирањем територијалних вода неутралне Норвешке. Данска је капитулирала без отпора након неколико сати и остала је окупирана следећих пет година. Норвешка је покорена за два месеца, упркос савезничкој подршци, захваљујући којој је важна лука Нарвик била привремено преотета од стране Британаца. Немци, користећи локалну надмоћ у авијацији те брзо освајање аеродрома, установили мостобране које није био у стању уништити ни долазак релативно малобројног савезничког експедиционог корпуса. Иако је Краљевска морнарица немачкој морнарици нанела велике губитке, Норвешка је у јуну 1940. пала под потпуну немачку контролу, чиме је створена важна база за будуће подморничке операције на Атлантику. На власт у Норвешкој доведен је Видкун Квислинг, чије ће презиме постати синоним за људе који сарађују са окупаторима. Британско незадовољство норвешком кампањом је довело до смене британског премијера Невила Чемберлена и именовања Винстона Черчила за премијера 10. маја 1940.
Након вишеструког одгађања и промене планова, отпочела велика немачка офанзива на Западном фронту. Немачка је 10. маја 1940. године напала Француску и из стратешких разлога је истог дана је напала и неутралне државе Белгију, Холандију и Луксембург. Истог дана је Уједињено Краљевство окупирало данске поседе Исланд, Гренланд и Фарска острва да спречи могућу немачку инвазију ових острва.. Американци ће касније заменити Британце, а амерички маринци су пристигли у Рејкјавик 7. јула 1941. године. Као што се било и очекивало, Немци су одлучили да заобиђу Мажино линију и да Француску нападну преко територија неутралне Белгије. Због тога су Савезници одмах послали своје најбоље и најбројније снаге у дубину белгијске територије да их тамо, према претходном плану, зауставе. Немци су групу армија Б сконцентрисали је на земље Бенелукса, а оклопне дивизије у Арденске шуме када то нико није очекивао. Кроз тешко проходне шуме Ардена јуришало је 3.000 тенкова, док су Савезници хтели да у Белгији дочекају Немце и сукобе се с њима. Оно што се није очекивало било је да ће Немци заједно с Белгијом напасти Холандију која је, за пет дана и након бомбардовања Ротердама, одмах капитулирала, односно да ће главни удар бити кроз шумовите Ардене за које се претпостављало да су непроходни за тенкове и друга модерна возила. Холандија и Белгија су прегажене за пар дана, односно недеља захваљујући тактици блицкрига. Француска утврђена Мажино линија и главнина савезничких снага које су прешле у Белгију су биле заобиђене маневром опкољавања кроз густо пошумљен регион Ардена, које су савезнички планери сматрали непробојном природном препреком за оклопна возила. Француске снаге су биле потпуно изненађене, те када су немачке снаге већ за три дана избиле на реку Меза код Седана, нису биле у стању пружити одговарајући отпор. Немци су прешли реку и тенковским колонама брзо одсекли главнину савезничких снага у Белгији од Француске. Покушаји савезника да разбију немачки клин нису успели, а 28. маја је Белгија званично капитулирала. Због тога се главнина савезничких армија нашла у клопци и били су поражени. Савезничке снаге су биле сведене на све мањи мостобран код Денкерка. Већина је одведена у заробљеништво, док је преко 300.000 војника, углавном британских и француских, било евакуисано из Денкерка почетком јуна у једној од најспектакуларнијих и најуспешнијих евакуација у војној историји, мада су оставили већину своје опреме.
Освајање Денкерка је Немцима омогућило да се окрену на југ према углавном деморализованим француским трупама и 5. јуна започну офанзиву која је брзо пробила њихове положаје. Француска војска је, уз све већи дефетизам, била парализована великим бројем избеглица на путевима те све већим политичким поделама у влади, која је уважила мишљење маршала Петена да даљи отпор нема смисла. Сматрајући је да су савезници изгубили рат те да се јефтино може домоћи њихових колонија, Италија се 10. јуна и службено придружила Хитлеру као савезник, објавила рат Француској и Уједињеном Краљевству и напала Француску. Прва важнија италијанска офанзива био је напад на француске положаје на граници, током кога је неколико француских батаљона успешно зауставило целу једну италијанску армију. Тај успех није имао скоро никакав ефекат на опште стање у Француској, где је влада и службено отпочела преговоре о капитулацији. Немци су заузели Париз 14. јуна и осам дана касније Француска се предала и подељена ја на немачке и италијанске окупације зоне и неокупирану крњу државу на југу којим је управљала Петенова влада у Вишију, Вишијевску Француску, која је иако званично неутрална, била углавном у савезу са Немачком. Са капитулацијом се није сложио генерал де Гол који је још 18. јуна одлетео у Лондон и стао на чело Слободне Француске која ће из емиграције наставити пружати отпор Немцима.
Почетком лета 1940. Хитлер се налазио на врхунцу моћи и већина европских политичара и влада га је сматрала победником рата. Након слома Француске се цели континент налазио под његовом контролом, било преко окупационих снага, савезника, идеолошки блиских влада или неутралних држава које је било лако уценити. Једино му је на путу стајала усамљена Британија. Но британска влада на челу с Винстоном Черчилом је била одлучна наставити рат до коначне победе, што је показано већ 3. јула нападом на француску поморску базу Мерс-ел-Кебир. Циљ те операције био је спречити да флота под контролом вишијевске Француске буде предана силама Осовине те тако угрози британску поморску надмоћ. Напад је изазвао велике жртве међу Французима и на дуже време покварио односе бивших савезника.
У јуну 1940. Совјетски Савез је присилно анектирао Естонију, Летонију и Литванију, а затим је 28. јуна, користећи немачку заузетост на Западу, ултиматумом натерао Румунију да преда спорну румунску регију Бесарабију. У међувремену је нацистичко-совјетско политичко приближавање и економска сарадња постепено слабила и обе државе су се почеле припремати за рат.
У међувремену је Хитлер настојао да успостави мир нудећи гаранцију опстанка Британског царства у замену за повраћај бивших немачких колонија. Када су Британци те понуде одбили, Хитлер је наредио да се започне бомбардовање Британских острва и, у сврху додатног психолошког притиска, започну јавне припреме за инвазију која је добила шифру Операција Морски лав.
План за инвазију изазвао велике поделе и несугласице међу немачким војним круговима, али су се сви, па и Хитлер, сложили да је за његово успешно извођење нужно претходно осигурати ваздушну надмоћ над Британијом, односно елиминисати РАФ. У ту је сврху започета вишенедељна серија ваздушних напада којима су се Британци супротставили у низу ваздушних окршаја који се зову Битка за Британију. Захваљујући низу погодности — поседовање радара, бржа производња ловачких авиона те могућност поновног ангажовања властитих пилота срушених над британским тлом — Британци су успели очувати предност те тако присилити Хитлера да средином септембра откаже планове за инвазију.
Хитлер је за ту одлуку био делимично мотивисан очигледно незадовољавајућим стањем припрема и планова за инвазију, као и све већом жељом да започне поход против Совјетског Савеза. Британију је уместо инвазијом требало победити исцрпљивањем њених ресурса кроз бесомучно ваздушно бомбардовање градова, поморску блокаду те нападе на упоришта на Медитерану и Блиском истоку.

### Медитеран (1940—1941)
Тежиште рата се од јесени 1940. године почело пребацивати са запада на Медитеран, односно Блиски исток, гдје је Хитлеров циљ био Британцима одузети стратешки важне нафтне изворе, односно главну прометну артерију у Суецком каналу. Ово потоње је био задатак Италијана, који су у Либији и источној Африци (Етиопија, Сомалија) имали знатне снаге.
У септембру је из Либије на Египат кренула велика италијанска офанзива која је након краћег напредовања брзо заустављена од стране вишеструко малобројнијих британских напредовања, показавши још једном италијанску војну инфериорност. Италијанске снаге у источној Африци, под командом војводе од Аосте, показале су се нешто успешније те Британце истерале из британске Сомалије, напале Кенију и Судан и тако присилиле Британце да тамо довлаче своје колонијалне снаге.
У међувремену су се у Медитерану почеле водити оштре борбе између италијанске и британске морнарице. Захваљујући квалитетнијој тактици и бољој опреми, Британци су у њима имали нешто мало више успеха, а равнотежа се додатно покренула у британску корист нападом којим су 11. новембра у луци Таранто нападом торпедних авиона онеспособљена три италијанска бојна брода. Такође, позиција Италије отежана је након битке код Матапана у марту 1941.
Како би додатно ослабио британски положај, Хитлер је у то доба на страну Осовине настојао довући Шпанију, сматрајући како ће Франциско Франко узвратити за подршку добијену приликом грађанског рата. Но, испоставило се како је Шпанија превише исцрпљена да би могла учествовати у новом рату те је уместо тога Франко Осовину подржавао посредно, као формално неутрална држава.
Најважнији догађај је била Мусолинијева одлука да, у сврху изједначавања престижа с Хитлеровим, предузме сопствени блицкриг у форми напада на Грчку. Поход који је започео 28. октобра, и који се понекад назива Италијанско-грчки рат, врло брзо се, захваљујући успешном отпору слабо опремљене, али добро вођене грчке војске, претворио у још један италијански војни фијаско. Не само што је италијанска офанзива заустављена, него су италијанске снаге одбачене у дубину албанске територије. Још важније је било то да се Грчка ставила на страну Британије и тако дала могућност Британцима да угрожавају немачке позиције на Балкану, односно бомбардују стратешки важне нафтне изворе у Плоештију.
Крајем 1940. Британци су покренули Операцију Компас — прву важнију савезничку офанзиву у рату — која је за последицу имала потпуно расуло италијанске војске у северној Африци. Но, тај се успјех није могао искористити, јер је Черчил донио одлуку да се британска појачања и други ресурси упуте у Грчку, чиме је изазвао Хитлера да нареди напад на Грчку, познат под шифром Операција Марита.
Било је планирано да се напад изведе с територије Бугарске и Југославије — држава које су до пролећа 1941, исто као и Мађарска и Румунија, прикључене Тројном пакту. Но, 27. марта је у Југославији изведен пуч и установљена нова, пробританска влада на челу с генералом Душаном Симовићем.
Разбјешњели Хитлер је одлучио да заједно с Грчком буде нападнута и Југославија, што се и догодило 6. априла. Деморализована југословенска војска брзо је савладана и присиљена на капитулацију 17. априла. Грчка војска се одржала нешто дуже — до 20. априла, након чега су њени остаци, заједно с британским експедиционим корпусом нашли уточиште на Криту. Немци су 20. маја извршили падобрански десант на Крит те га заузели, иако уз велике губитке међу својим елитним падобранским јединицама.
У том тренутку су се британске позиције на Медитерану и Блиском истоку нашле на најнижој тачки. Серија немачких успеха, укључујући противофанзиву у северној Африци коју је водио Ервин Ромел, подстакла је пронемачког премијера Рашида Алија да у Ираку отпочне побуну против Британаца. Побуна је релативно брзо угушена, али не пре него што су вишијске власти у Сирији и Либану пристале да се тамошњи аеродроми користе у сврху немачког снабдевања побуњеника. То је Британцима дало повод да започну офанзиву с циљем запоседања тих територија. Она је, уз доста потешкоћа, успешно завршена средином јуна.

### Осовински напад на СССР
Већ у јесен 1940. Хитлер је издао директиву да отпочну припреме за Операцију Барбароса — инвазију СССР која је требало почети у лето 1941. године. Разлози за Хитлерову одлуку били су углавном идеолошке и политичке природе. Освајање простора на истоку било је део нацистичког програма, а и сматрало се да ће поход против комунистичке државе довести до промена у британској влади. План је уживао и велику популарност у немачким војним круговима који су га дочекали с далеко више ентузијазма и далеко мање скепсе него одлуку о уласку у рат, односно офанзиви на Западу.
Стаљин је, пак, сматрао да чак ни Хитлер себи неће дозволити луксуз ратовања на два фронта, односно поновити исту ону грешку коју је критизирао у Мајн Кампфу. Зато је сматрао да је гомилање трупа на источним границама искључиво средство политичког притиска, а дојаве о немачким припремама за напад подметање британских служби којима је било у интересу што пре увући СССР у рат. Сам Стаљин је настојао избећи рат до тренутка када се доврши реорганизација Црвене армије, односно саграде нова утврђења на новим западним границама. Тамо су, у сврху одвраћања, концентрисане велике војне снаге, али им је и заповеђено да не одговарају ни на какве провокације.
Све је то савршено одговарало немачком плану који је предвиђао опкољавање и уништење главнине совјетских снага на самој граници те освајање Москве и Лењинграда, те избијање на линију Астрахан — Мурманск у року од шест недеља до три месеца. Када је 22. јуна напад отпочео, совјетске снаге су биле потпуно изненађене. Већина совјетских авиона је уништена на земљи, стотине хиљада војника заробљено, а у многим крајевима Вермахтови војници су дочекани као ослободиоци. Испочетка се чинило да ништа неће Немцима стајати на путу да остваре још један тријумф у духу блицкрига.
Иако су се немачко напредовање настављено, врло брзо се показало како су Хитлерови планери ипак потценили потешкоће које их чекају на походу на једну од најпространијих земаља света. Чим се линија фронт почео одмицати у дубину совјетске територије, почели су се појављивати озбиљни логистички проблеми, те Немци више нису били у стању да, као на почетку, одржавају исти темпо напредовања целом дужином фронта. То је совјетским снагама омогућавало предах, односно повремене контранападе и све бољу организацију одбране. Исто тако се испоставило да немачка пешадија — опскрбљена коњским запрегама — није у стању пратити оклопне јединице, те су многе опкољене совјетске јединице биле у стању пробијати се из обруча.
У касну јесен, настојећи постићи одлучну победу пре доласка зиме, Немци су одлучили бацити све на једну карту — Операцију Тајфун чији је циљ било заузимање Москве. Уз огромне губитке су се приближили совјетској престоници, али је офанзива на крају заустављена услед крајњег исцрпљености људства.
У међувремену се испоставило да Британци, супротно Хитлеровим очекивањима, ипак немају идеолошких предрасуда те су са Совјетима одмах почели сарађивати као прави савезници. Започели су конвоји помоћи за Мурманск, а две војске су заједно окупирале Иран, настојећи предухитрити евентуалну пронацистичку побуну.

### Избијање рата на Пацифику
Од самог почетка рата амерички предсједник Френклин Делано Рузвелт није крио своје пробританске симпатије, односно уверење како је у америчком интересу да силе Осовине буду поражене. Но, директно укључивање у рат је спречило углавном изолационистичко расположење америчке јавности, односно мишљење како се Американаца питање контроле над Европом и остатком Старог света не тиче.
Рузвелт је, с друге стране, користио своје председничка овлашћења да би Британији помагао на сваки начин осим војном интервенцијом. Британци су добијали издашну војну помоћ, а њихове наруџбе су довеле до постепеног процвата америчке војне индустрије. Рузвелт је САД у рат настојао увући тако што је слао америчке ратне бродове да прате конвоје с америчком робом за Британију и тако провоцирају сукобе с немачким подморницама у Атлантику.
Но у јесен 1941. права је криза настала на Пацифику, уместо Атлантику. Јапан је годину дана раније, користећи заузетост западних сила, окупирао Индокину, дотада под влашћу вишијске Француске, те тако стекао вредан извор сировина. Следећа на реду је требало да буде Холандска источна Индија, с обзиром на своје изворе нафте. САД су на то, као и на наставак рата у Кини, реаговале нафтним ембаргом који је посебно погодио јапанску морнарицу.
Суочена с кризом, јапанска влада је одлучила војном акцијом заузети Холандску Источну Индију. Но, то је собом повлачило оружани сукоб с Британијом и САД. Америчка влада је као додатно упозорење била преместила гро своје Пацифичке флоте из Сан Дијега у базу Перл Харбор на Хавајима.
То је јапанским планерима дало сјајну прилику да смисле акцију која је на самом почетку требало да оствари јапанску премоћ на Пацифику и омогућити неометана освајања по остатку Азије. 7. децембра су америчку базу напали јапански авиони те потопили, односно оштетили велики број бродова и авиона. Тај је напад, изведен без формалне објаве рата, изазвао велики бес америчке јавности и отклонио све сумње око тога да ли САД треба да се активније укључи у догађаје у свету.
Дан пре напада на Перл Харбор, Совјети су покренули једну од својих првих великих офанзива. Она је не само одбацила Немце од Москве него им нанијела и велике губитке, срушивши тако мит о непобедивости Вермахта. Док се све то догађало, Хитлер је сматрао како би притисак на источном фронту могао смањити уласком Јапана у рат против Совјетског Савеза. У ту сврху је Немачка формално објавила рат САД, али је, на Хитлерово велико разочарање, Јапан одржао неутралност у односу на СССР.

### Заустављање осовинског напредовања (1942—1943)
Улазак САД, са својим огромним људским, материјалним и индустријским ресурсима, представљао је велико олакшање за Британију и СССР, али је требало времена да се сви ти ресурси мобилишу и почну ефикасно користити. У међувремену су силе Осовине на различитим бојиштима наставиле бележити успехе.
Најспектакуларнији су били они на Пацифику. Јапанци су успјели освојити Малају те 15. фебруара присилити на предају велики британски гарнизон у Сингапуру, што је представљало један од најсрамотнијих пораза у британској историји. Слично је било с Филипинима, Холандском Источном Индијом, централним Пацификом те Бурмом, а даље напредовање преко Нове Гвинеје до Аустралије је заустављено тек поморском битком у Коралном мору. Нешто касније је у бици код Мидвеја заустављен још један јапански покушај даљег освајања, при чему је потопљено неколико носача авиона са стотинама елитних пилота.
На источном фронту је совјетска зимска офанзива застала на пролеће, делом захваљујући Хитлеровој наредби да се не одступа ни милиметар, а прекршитељи најстроже кажњавају. Нови совјетски покушај офанзиве је у мају довео до катастрофалног пораза у другој бици за Харков. Тиме су Немцима олакшани услови за започињање велике летне офанзиве којој, овога пута, циљ био ограничен на Кавказ и тамошња нафтна поља, односно евентуално избијање на Блиски исток. Офанзива која је започела у јуну изазвала је совјетско повлачење, но расуло из године 1941. се није поновило. Совјети су с временом били у стању успорити немачко напредовање, а додатни проблем је представљало њено раздвајање на два правца — један према Кавказу, други у смеру Стаљинграда, индустријског средишта на реци Волги. Схватајући стратешку важност Стаљинграда, Совјети су га одлучили одлучно бранити, што је довело до стаљинградске битке.
Немачка команда се надала продрети на Блиски исток и са јужног правца захваљујући новој Ромеловој офанзиви којом су британске снаге тешко поражене у бици за Бир Хакејм и присиљене на повлачење из Либије у дубину египатске територије. Ромел се надао да ће заузети Александрију, избити на Суецки канал после се спојити с немачким снагама на Кавказу, односно јапанским у Индији. Али тај амбициозни план је средином лета зауставила лоша логистика и реорганизована британска одбрана под командом генерала Бернарда Монтгомерија која је Ромелово напредовање коначно зауставила у бици код Алам Халфе.
У међувремену се, у складу са закључцима конференције у Вансију у јануару, на територијама под влашћу Немачке и њених сателита почело проводити Коначно решење јеврејског питања, данас познатије под називом Холокауст.
Средином 1942. се СССР поновно нашао у тешкој ситуацији, те је Стаљин то искористио како би западне савезнике натерао на отварање другог фронта у западној Европи с циљем растерећења Црвене армије. Амерички војни кругови су се такође залагали за такав план из политичких разлога, настојећи да рат у Европи буде што краћи, односно да се могу обрачунати с Јапаном. Черчил је, пак, сматрао да отварања другог фронта треба да буде на обалама Медитерана које је он називао „меким трбухом“ Хитлерове Европе. Пропаст канадског препада на Дијеп у јуну је Американце уверила у снагу немачке одбране на атлантским обалама, односно прихватање Черчилових аргумената.
Иако су Ромелове осовинске снаге у северној Африци дуго времена биле бројчано, технички и логистички инфериорне Британцима, тек је Монтгомери то успео схватити, односно практично искористити за једноставан план који је 23. октобра довео до почетка битке код Ел Аламејна. Ромелове снаге су тешко поражене и натеране на повлачење које ће постепено довести до губитка Либије. Зато се та битка сматра првом прекретницом Другог светског рата.
У међувремену су осовинске позиције 4. новембра додатно ослабљене операцијом Бакља англо-америчким искрцавањем на обале Марока и Алжира, који су били под контролом вишијске Француске. Након краћег отпора су се вишијске снаге предале, односно прешле на страну Савезника, али је даље напредовање у Тунис заустављено због искрцавања немачко-италијанских снага те лошег времена. Без обзира на то, успех сложене амфибијске операције је показао како су Савезници сличан подухват у стању поновити другде, терајући Хитлера да на рачун Источног фронта шаље трупе ради одбране европских обала. Зато се Бакља назива другом прекретницом Другог светског рата.
Најважнија прекретница се ипак догодила на Источном фронту, где су уличне борбе у Стаљинграду биле толико исцрпиле немачко људство да је немачка команда била присиљена попуњавати бочне линије трупама својих савезника Румуније, Мађарске и Италије. То је совјетској врховној команди (Ставка) дало сјајну прилику да двоструким бочним ударом 19. новембра те линије пробије и у Стаљинграду опколи 6. армију генерала Фридриха Паулуса. Покушаји да се обруч пробије и опкољена армија избави нису успели, па су се 1. фебруара 1943. њени остаци предали, означивши највећу катастрофу у дотадашњој немачкој војној историји.
Пораз код Стаљинграда је Немце натерао на повлачење с Кавказа, али имао и озбиљније политичке последице. Уништење војски на Источном фронту је владине кругове у Румунији, Мађарској, па и у Италији, натерало да размишљају о напуштању Немачке и приклањању Савезницима првом повољном приликом.
Прекретница се догодила и на Пацифику, након што су 2. августа амерички маринци извршили десант на стратешки важно острво Гвадалканал на Соломонским острвима. Јапанци су одатле покушали отерати властитим десантом што је довело до шестомесечних жестоких борби на копну, мору и ваздуху. Иако су обе стране претрпеле огромне губитке, Американци су их лакше надокнађивали те су се Јапанци почетком фебруара 1943. повукли, означивши успех прве велике савезничке офанзиве на том ратишту.

### Савезници преокрећу рат (1943—1944)
Савезничким снагама у северној Африци је Тунис, након релативно лаког заузимања Алжира и Марока, представљао велики проблем, што због лошег времена, што због тешког планинског терена који је вешто користила немачко-италијанска експедицијска армија на челу с генералом фон Арнимом. Савезници су додатни проблем имали у слабој координацији између британских, америчких и француских колонијалних трупа. Још већи проблем било је неискуство америчких снага које је 19. фебруара дошло до изражаја у бици за Касерински пролаз приликом које је Ромел успео пробити америчке положаје и изазвати панично повлачење које је заустављено тек крајњим британским напорима.
Но тај Ромелов успех није могао бити искоришћен јер је у Тунис с југа, из Либије, продирала британска Осма армија на челу с Монтгомеријем. 6. марта је Монтгомери Ромела поразио у бици код Меденина, а 17. марта започео пустињским маневром заобилазити утврђену Маречку линију на туниско-либијској граници. Успешан пробој тих положаја је запечатио судбину осовинских снага у Тунису, јер нису имали довољно људства ни материјала да се одупиру савезничким офанзивама из два правца.
Иако су поједини осовински команданти тражили дозволу за евакуацију, Хитлер је то одбио из политичких разлога, плашећи се додатне деморализације након стаљинградске катастрофе. Евакуација је с временом постајала све тежа, исто као и снабдевање трупа због све очитије поморске надмоћи Савезника у Медитерану. 14. маја су се последњи остаци осовинских снага предали, означивши коначни крај рата у северној Африци.
У међувремену су се силе Осовине могле утешити деломичним успехом немачке офанзиве на источном фронту, током које су Совјети одбачени из области Харкова кога су били ослободили почетком године. То је Вермахту повратило оптимизам, односно потакло планове за још једну велику летну офанзиву, док су Совјети одлучили зауставити даље нападе и посветити се консолидацији својих редова. То је довело до релативног затишја на источном фронту које ће трајати неколико месеци.
Десант на северну Африку је међу осовинским снагама потакао страх од евентуалног савезничког искрцавања на друге области Медитерана. Зато су предузете мере за јачање одбране на том подручју — вишијска Француска је окупирана, након чега се њена флота у Тулону самопотопила како не би пала у руке Немцима. На Балкану, где се разгранао широки партизански покрет, покренуте су офанзиве у циљу његовог гушења, поготово у Југославији где су покушаји уништења Титових партизана довели до битака на Неретви и Сутјесци.
Немци су, слично као и претходне две године, за лето на Источном фронту планирали велику офанзиву која је коначно требало да сломи Црвену армију. Но овог пута су имали далеко мање ресурса, па је опсег офанзиве био још ограниченији. Циљ немачког напада је овог пута био само део централног фронта — велика избочина с центром у Курску, за који су Немци сматрали да садржи већину совјетских снага. План је био одсећи ту избочину двоструким тенковским ударом са севера и југа, при чему су се велике наде полагале у нове типове тенкова као што су Тигар и Панцер V Пантер.
Совјети су рано сазнали за немачке планове те су релативно затишје добро искористили да на правцима немачког удара саграде вишеструке линије одбране, а у позадини припреме велике резерве које ће у погодном моменту кренути у противнапад. То се показало већ 5. јула када су Немци два сата пре самог напада прво изненађени совјетском артиљеријском противприпремом, а потом и жестином отпора због кога је напад застао прво на северу, потом на југу. На крају су Совјети кренули у велики противнапад који је код Прохоровке довео да највеће тенковске битке у историји. Иако је резултат био тактички неодлучан, Совјети су са својим инфериорнијим Т-34 тенковима Немцима успели задати губитке које ови нису били у стању надокнадити.
Немци су након тога застали на достигнутим положајима, али се врло брзо показало како су толико исцрпљени да више нису у стању зауставити совјетску противофанзиву, која је одмах започела, прво на северу, а мјесец дана касније и на југу. До краја године ће Совјети ослободити велики део Украјине, укључујући и Кијев почетком новембра.
Курска битка је значила коначни немачки пораз на Источном фронту. Након ње се Вермахт није могао надати никаквим озбиљнијим офанзивним операцијама и сва немачка активност се свела на све теже држање постигнутих положаја, односно избављивање јединица опкољених у совјетским маневрима.
У складу с Черчиловим стратешким замислима, западни савезници су 10. јула започели искрцавање на Сицилију, што је био први корак према избацивању Италије из рата. Иако су осовинске снаге, поготово немачке, пружале жесток отпор, брзо је постало јасно да се морају повући на италијанско копно. У међувремену су сви ти догађаји имали утицај на фашистичке вође у Риму, које су 21. јула свргнуле и ухапсиле Мусолинија, а нова влада одмах започела тајне преговоре о капитулацији.
До капитулације је дошло 8. септембра, када је заједно с њом требало бити координирано велико искрцавање код Салерна. Но, немачке снаге под командом фелдмаршала Кеселринга су показале као веома веште, како у одбрани од западних савезника, тако и брзом стављању Италије под окупацију. Мусолини је ослобођен акцијом немачких командоса и стављен на чело квислиншке Италијанске Социјалне Републике. У међувремену су Немци, вешто користећи планински терен, задржавали савезнички продор према Риму те постепено створили готово несавладиву одбрамбену линију чији је центар био Монте Касино. Око тог места ће се месецима водити крваве борбе.
Капитулација Италије је имала озбиљне последице и на Балкану. Док је британски покушај да искористе капитулацију италијанског гарнизона и на брзину освоје Додеканез завршио катастрофом, у Грчкој и Југославији су партизанима пале у руке велике количине оружја и опреме. Поготово је то имало велики утицај на Југославију, где се партизанска војска и с њом повезан политички покрет наметнула као главни фактор у будућем поратном уређењу земље.
Исфрустрирани успешним немачким отпором код Монте Касина, савезнички команданти су се одлучили освојити Рим обилазним маневром, односно искрцавањем трупа код Анција, у позадини немачких линија. Но, искрцавање, које је отпочело крајем јануара, врло брзо је запело због логистичких проблема и неспособности америчког генерала Лукаса. То је Немцима дало драгоцено време да довуку резерве и покрену противнапад који је савезнике готово успео бацити у море. Мостобран је очуван, али су савезници одустали од намере да га користе као полазиште за напад на Рим.
Монте Касино је освојен неколико месеци касније и Немци су коначно присиљени на повлачење, што је Американцима омогућило да 4. јуна ослободе Рим. Но, дотада је Черчилова медитеранска стратегија била темељно дискредитована и италијанско бојиште изгубило је приоритет међу савезничким планерима.

### Савезничко напредовање (1944)
Након поразних искустава у брдовитој Италији, савезници су коначно прихватили америчко стајалиште да је рат најбољи добити директним ударом у Немачку преко равничарске западне Европе. Од краја 1943. су се интензивирале припреме за велико искрцавање на француску обалу, које је добило шифру Операција Оверлорд. Поморски и зрачни десант је био годинама планиран, а месецима увежбаван, уз дотада невиђени систем дезинформације непријатеља.
Све те мере су уродиле плодом када је 6. јуна — датум који ће у историју ући као Дан Д — извршено дотада највећа амфибијска операција у историји. Савезничке снаге су се искрцале на широком фронту у Нормандији, уместо код Калеа где су их Немци били очекивали. Иако су Немци на све могуће начине покушали савезнике бацити у море, мостобран се постепено ширио. Након месец и пол дана крвавих и жестоких борби, Американци су успели да изврше пробој и предузму велики обухватни маневар. Хитлерово упорно одбијање да изда наређење за повлачење довело је до опкољавања и уништавања немачких снага код Фалеса.
Истовремено је извршен и мањи десант на јужну обалу Француске. Немци су почели повлачење из Француске које се врло брзо претворило у панику и расуло. Генерал де Гол је у тим данима успешно исходио да његов покрет Слободних Француза постане легитимна влада ослобођене Француске и избегне савезничку окупацијску управу. 24. августа је то потврђено након ослобођења Париза.
Дубоко уверени да ће рат моћи завршити до Божића, савезници су се одлучили за рискантни план ваздушног десанта у јужној Холандији, којему је циљ било освајање мостова преко Рајне. Тај план, прозван Операција Маркет Гарден, је 17. септембра довео до великог ваздушног десанта, при чему су британски падобранци код Арнхема стицајем околности налетели на елитне немачке јединице. Резултат тога је била битка за Арнхем у којој су Британци десетковани, а Немци стекли једну од последњих великих победа у рату.
Црвена армија је од Курске битке била у сталном напредовању. У првој половини 1944. године су се борбе углавном водиле на северном и јужном делу Источног фронта, па је тако одсечен немачки гарнизон на Криму, односно Лењинград коначно ослобођен опсаде.
Главни и најспектакуларнији удар се догодио у јуну и носио је шифру Операција Багратион. Њиме је сломљена немачка Група армија Центар и ослобођена Белорусија, при чему су Совјети стекли огроман број заробљеника и базу за даље напредовање према Пољској и Немачкој.
У исто време је покренута и велика офанзива на Финску, чија је влада одлучила пристати на совјетске услове за примирје. Та одлука није значила крај рата за Финску. Немци су одмах под окупацију ставили северни део земље који ће постати поприште вишемесечног крвавог рата између бивших савезника.
Два месеца касније је предузет удар на Румунију, која је имала далеко више успеха у мењању страна. Совјети су продрли и преко бугарске границе, иако та земља формално није објавила рат Совјетском Савезу. Обе војске су се ставиле Совјетима на располагање и после узеле учешће у борбама против Немаца на Источном фронту.
Долазак Совјета на Балкан је присилио Немце на повлачење из Грчке према северу. Настали вакуум су настојале испунити супарничке герилске фракције, што је довело до грађанског рата у који су се упетљале британске трупе. У Југославији су у јесен Титови партизани уз помоћ Црвене армије ослободили Београд те се полако трансформисали у регуларну војску која је држала свој део фронта.
У Мађарској је покушај капитулације, односно стављања на страну Савезника, довео до немачке војне интервенције против адмирала Хортија и инсталирања фашистичког режима који ће спровести Холокауст међу дотада поштеђеним мађарским Јеврејима.
У 1943. и 1944. години на Пацифику главна савезничка, односно америчка, стратегија било је прескакање острва. Она се састојала од тога да се продор у дубину подручја под јапанском контролом изводи заобилажењем већине острвских упоришта која би том продору стајала на путу. Американци би се једноставно искрцали у позадини тих упоришта, тамо саградили поморске и ваздушне базе, а јапанске базе испред њих биле подвргнуте ваздушном и поморском бомбардовању, односно блокади у циљу њихове трајне неутрализације.
Таква је стратегија донела плода у савезничком спором, али незаустављивом напредовању у југозападном, односно централном Пацифику. Но, како су се савезничке линије приближавале Јапану, тако су расле несугласице између генерала Дагласа Макартура и адмирала Честера Нимица. Док се Нимиц залагао за директан продор према Јапану, дотле је Макартур, делом због своје повређене таштине, инсистирао на претходном ослобођењу Филипина.
На крају је из политичких разлога превагнуло Макартурово мишљење. У јесен су Американци прикупили велику инвазијску флоту и извршили десант на Филипине. Јапански покушај да то спрече довео је до битке у заливу Лејте — највећег и најспектакуларнијег поморског окршаја у рату, након кога је јапанска ратна морнарица престала постојати као озбиљан фактор. Америчке копнене снаге на Филипинима су, с друге стране, с јапанским гарнизонима водили жестоке борбе до самог краја рата.

### Крај рата (1945)
Крајем 1944. Немачка је остала усамљена, без великих савезника у Европи, а и њена матична територија је већ била начета са запада и с истока. Но, Хитлер је још увијек веровао у успешан завршетак рата, уздајући се у нова оружја попут ракета V-2 или млазних ловаца Ме-262. Да би стекао време да их усаврши, наредио је велику офанзиву на западу против америчких положаја у Арденима. Велика Арденска противофанзива је у потпуности изненадила Американце и нанела им тешке губитке, али су њихови положаји брзо консолидовани уз помоћ британских савезника те су Немци постепено потиснути на полазне положаје.
Губитке у Арденима више ништа није могло надокнадити, што су одмах искористили Совјети, пробивши немачке линије у Пољској и приближивши се самом Берлину. У марту су западни савезници коначно прешли Рајну и почели продирати у само срце Немачке. Савезници су такође покренули офанзиву у Италији, исто као и Титова југословенска војска.
Немачка војска је након више од пет година доживела потпуни слом па су се многе јединице, поготово на западу, почеле предавати без борбе, а на истоку борити, мање зато да зауставе Совјете, а више зато да себи дају прилику за предају западним савезницима. 25. априла су се совјетске и америчке трупе спојиле код Торгауа, практично пресекавши Немачку напола. У исто вријеме је отпочела Берлинска битка током које је Хитлер извршио самоубиство, а сам Берлин се предао 2. маја.
Нова немачка влада под адмиралом Деницом је отпочела преговоре о капитулацији који су завршени 7. маја, а 8. маја објављен прекид непријатељстава. У неким дијеловима Европе, поготово оним источним, борбе су се водиле још неколико недеља, али је тог дана службено отпочео мир.
У првој половини 1945. године су се амерички војници искрцали на острво Иво Џиму и након дуготрајних и жестоких борби савладали тамошњи јапански гарнизон. Острво је после почело служити као база америчким стратешким бомбардерима Б-29 у њиховим нападима на циљеве у самом Јапану. Приликом напада су кориштене запаљиве бомбе што је само у Токију довело до 300.000 мртвих.
У јуну су се Американци још више приближили самом Јапану након искрцавања на Окинави. И тамо је јапански гарнизон савладан, али уз огромне губитке на савезничкој страни. Ти су губици уверили америчке планере да ће инвазију самог Јапана захтевати незамисливо велики број жртава и довели до одлуке да се Јапан на предају покуша присилити употребом новог оружја званог атомска бомба.
Дана 6. августа је на Хирошиму бачена атомска бомба и изазвала дотле незамисливо разарање и патње међу локалним становништвом. Док је јапанска влада покушавала схватити што се догодило, уследио је још један шок у облику објаве рата од стране Совјетског Савеза. Совјетске снаге су врло брзо разбиле јапанске снаге у Манџурији и отпочеле брзо напредовати према Кореји. 9. августа је бачена друга атомска бомба на Нагасаки.
То је било довољно да јапанска влада након неколико дана схвати да даљи отпор нема смисла, те је 15. августа објављена безусловна капитулација. Она је формално потписана 2. септембра на америчком бојном броду Мисури у Токијском заливу, што је датум који представља службени завршетак Другог светског рата.

## Последице рата

### Губици
Тачан број људских жртава Другог светског рата није утврђен нити ће икада бити утврђен. Разлог томе је делимично у томе што их је тешко разликовати од неких ратова који су вођени пре и после, а делом и у томе што се с бројкама из разних политичких разлога манипулисало (Југославија, СССР). Већина процена спомиње бројку од 55 милиона људи, при чему се такође држи да само 10% отпада на непосредне учеснике, тј. припаднике оружаних формација, док се остатак односи на цивиле. Због тог несразмера се Други светски рат често наводи као крајњи пример тоталног рата.
Број рањених је био вишеструко већи, што, с обзиром на тадашњи број становника планета Земље, Други светски рат чини најкрвавијим сукобом у историји. 
Рат је довео до драматичних демографских промена у многим областима света. Целе етничке заједнице су или десетковане или присилно расељене. Најспектакуларнији пример представља готово потпуни нестанак Јевреја у Европи — они који су преживјели Холокауст су углавном емигрирали у САД или Палестину, где је ускоро створена држава Израел. 15 милиона Немаца је протерано из великог дела источне Европе, а нешто слично се догодило и италијанској мањини на источним обалама Јадрана.
И материјални губици су били велики. Готово на сваком подручју где су се водиле ратне операције дошло је до великог или потпуног уништења путева, мостова, железница, телекомуникационих система и других облика инфраструктуре, а многе државе су доживеле озбиљно смањење властитих индустријских и других ресурса.
У рату су нестали и многи делови културне баштине, за што су најбољи пример Варшава, коју су Немци у потпуности разорили након неуспелог устанка 1944. године, као и Дрезден чији је већи део године 1945. спаљен у савезничком бомбардовању.

### Промене граница
Већ у почетним фазама рата је постало јасно да ће он по свом завршетку довести до великих промјена у будућем светском поретку.
Највидљивије промене биле су оне које су се тицале државних граница. СССР је након рата и формално у свој састав увео Естонију, Летонију и Литванију те се проширио на рачун Финске, Немачке, Пољске, Чехословачке и Румуније. Мировним уговорима су се на запад прошириле Пољска на рачун Немачке, односно Југославија на рачун Италије — с тиме да је питање Трста решено тек 1954. године. Кина је од Јапана преузела острво Тајван, док је Кореја стекла независност од Јапана.
Сама Немачка је убрзо након рата постала подељена на Западну и Источну Немачку. Аустрија је такође повратила независност и године 1955. постала суверена и неутрална држава.

### Политичке промене
Једна од дугорочнијих последица рата постала је јасна већ при самом крају ратних операција, када су се оне у Азији из глобалног трансформирале у локални сукоб. Настојање бивших колонијалних сила Холандије и Француске да поврате суверенитет над територијама претходно изгубљеним од Јапана је довело до оружаних сукоба у Холандској Источној Индији и Индокини, односно до демонстрација и јачања покрета за независност у многим колонијама.
Британија, која је била крајње исцрпљена ратом, схватила је да више не може одржавати Британско царство те је године 1947. Индији, односно Пакистану, признала независност. Две године касније су Холанђани признали независност Индонезије. Французи су били нешто упорнији у Вијетнаму те га напустили тек након војног пораза године 1954. Дотада је већ започео процес који ће се назвати деколонизација и током кога ће бивша колонијална царства бити замењени низом нових суверених држава познатих под називом Трећи свет.
Деколонизација је била само једна од манифестација краја примата Европе у међународној политици. На место исцрпљених, понижених и разорених бивших европских су дошле двије државе око којих ће се следећих неколико деценија формирати глобални блокови — САД и СССР. Њихово супарништво, делимично мотивисано борбом за превласт у свету, а деломично несугласицама названо је Хладни рат, а граница између њихових сфера у Европи прозвана Гвоздена завеса — често навођена као једна од највидљивијих и најдуготрајнијих последица Другог светског рата.
У настојању да стекну пропагандну и другу надмоћ над Совјетима, Американци су у западну Европу уложили огромна средства у сврху економске обнове преко Маршаловог плана. Многе од европских држава, поготово оне у почетку неоптерећене потребом обнове оружаних снага, та су средства успешно искористиле за незапамћени економски узлет, па ће тако с временом ратни губитници попут Немачке и Јапана успешно супротставити САД на економском пољу.
Други светски рат је такође многе у Европи уверио како ће континент свој примат у свету моћи барем делом повратити једино ако се надвладају традиционалне историјске поделе. Убрзо након рата почели су први дипломатски кораци који ће с временом довести до стварања Европске уније.

### Културни утицај
Делом због свог трајања и димензија, а делом због тога што је био први оружани сукоб у коме су улогу имали нови масовни медији као радио и филм, Други светски рат је на светску културу оставио снажан утисак који траје и данас и који се манифестује у два често противречна облика.
С једне стране су дотле незапамћена разарања дала још већи потицај од Првог светског рата све јачем тренду пацифизма као доминантне идеологије, односно одбацивања рата као потпуно штетног друштвеног феномена који се мора избећи по сваку цену. Томе је додатно у прилог ишла и употреба нуклеарног оружја која је многе уверила како ће следећи Трећи светски рат бити још разорнији и садржавати ризик потпуног уништења људске цивилизације, односно нестанка људске врсте и живота на Земљи.
С друге стране је Холокауст, чије су размере и облици откривени тек након завршетка рата, за многе представљао још већи шок од самих ратних разарања. Сазнање да је једна цивилизована и просвећена држава у 20. веку способна најсавременија техничка средства искористити у сврху геноцида, односно да би то наставила радити по остатку света да није била заустављена оружаном силом многе је уверила како је Други светски рат имао оправдање, односно да представља један од ретких примера где се на учеснике може применити јасно разграничење између добра и зла.
Оба та става су се касније примењивала на друге сукобе, од којих је можда данас најбољи пример Рат против тероризма.